# Tini Howard
Tini Howard (nacida en 1985) es una escritora de cómics estadounidense. Es conocida por su trabajo en los títulos de X-Men, concretamente Excalibur, así como en los títulos de Power Rangers de Boom! Studios. Se anunció a mediados de octubre de 2021 que se haría cargo de la serie de cómics de Catwoman en DC Comics a partir del número 39.

## Carrera
Como ganadora del Top Cow Talent Hunt de 2013, el primer crédito de cómic de Tini Howard fue Magdalena: Seventh Sacrament en 2014. Luego continuó trabajando con Top Cow Productions. Desde entonces, ha escrito cómics de propiedades como Rick y Morty, Power Rangers y Barbie, además ha creado cómics como Assassinistas y Eutanautas, publicados por IDW Publishing.
En 2019, en el panel «Mujeres de Marvel» de C2E2, se anunció que Howard había firmado un contrato exclusivo con Marvel Comics. Desde entonces, ha trabajado en la compañía escribiendo Excalibur (como parte de Dawn of X), Strikeforce, Death's Head, Thanos y Age of Conan: Belit.

### Historietas
DC Comics

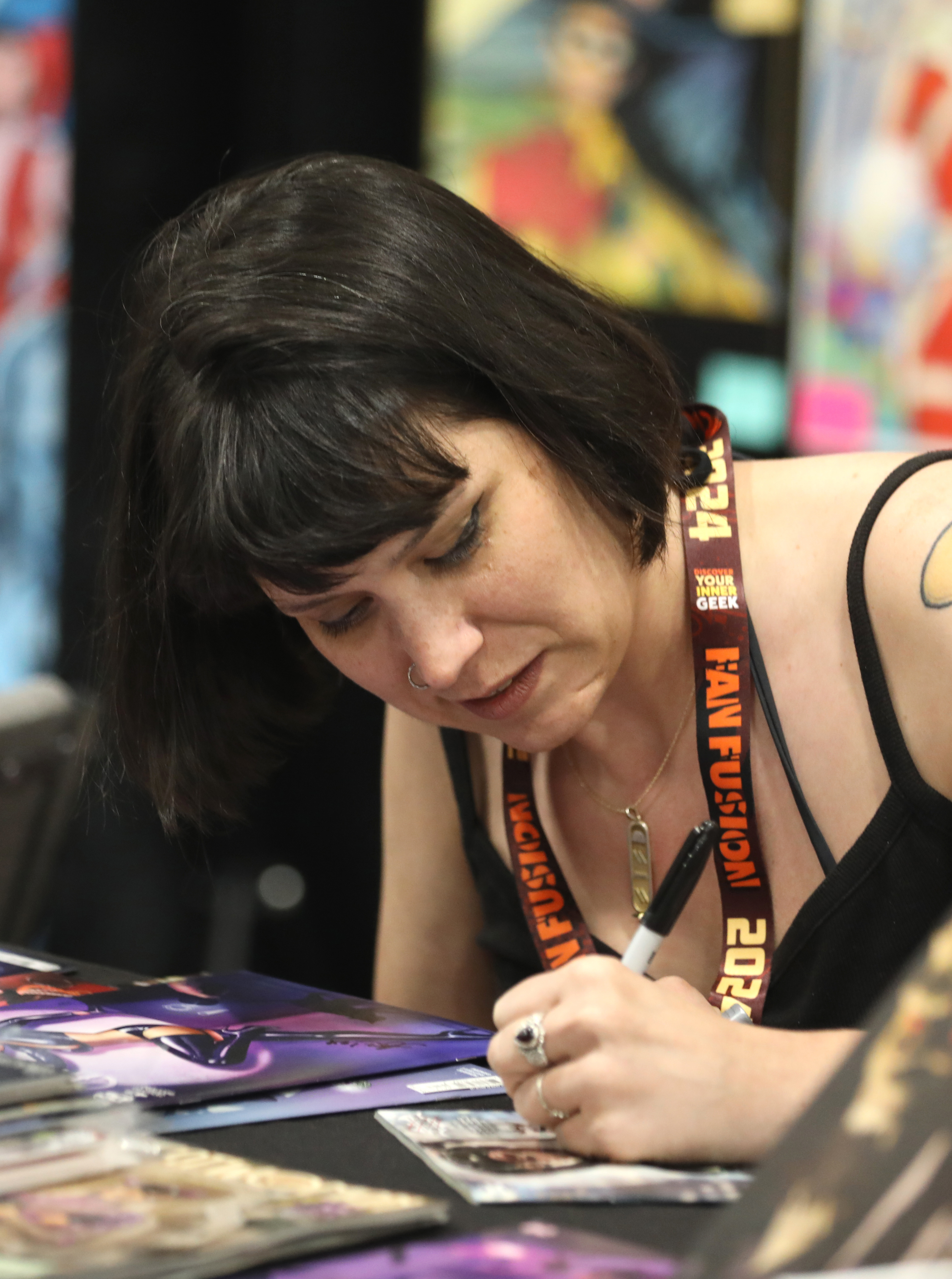
Howard en el Phoenix Fan Fusion 2024

- Catwoman (vol. 5) #39–presente (ilustrado por Nico Leon, Sami Basri y Stefano Raffaele, enero de 2022-presente)
- Harley Quinn (vol. 4) #28–presente (ilustrado por Sweeney Boo, marzo de 2023-presente)

IDW Publishing
- Assassinistas #1–6, (ilustrado por Gilbert Hernandez, 152 páginas, 2018)
- Euthanauts #1–5, (ilustrado por Nick Robles, 136 páginas, 2019)

Marvel Comics
- Age of Conan: Belit (vol. 1) #1–5 (ilustrado por Kate Niemczyk, 2019)[2]
- Betsy Braddock: Captain Britain #1-5, (ilustrato por Vasco Georgiev, 2023)
- Thanos (vol. 3) #1–6, (ilustrado por Ariel Olivetti, 2019)
- Death's Head #1–4, (ilustrado por Kei Zama, 2019)
- Strikeforce #1–9 (ilustrado por Germán Peralta, Max Fiumara, Marika Cresta, Stacey Lee y Jacopo Camagni, séptima de 2019–agosto de 2020)
- Empyre: X-Men #1 (con Jonathan Hickman, ilustrado por Matteo Buffagni, julio de 2020)[3]
- X of Swords: Creation #1 (con Jonathan Hickman, ilustrado por Pepe Larraz, septiembre de 2020)[4]
- X of Swords: Stasis #1 (con Jonathan Hickman, ilustrado por Pepe Larraz y Mahmud Asrar, octubre de 2020)[5]
- X of Swords: Destruction #1 (con Jonathan Hickman, ilustrado por Pepe Larraz, noviembre de 2020)[6]

Oni Press
- Rick and Morty #33, #37–38, #41–42, #44–46, #50, #53–54 (diciembre de 2017–septiembre de 2019)
- Rick and Morty – Pocket Like You Stole It #1–5 (Julio–Noviembre de 2017)
- Rick and Morty Presents – Unity #1 (#8 overall; noviembre de 2019)

## Premios y nominaciones
- Ganadora del concurso Top Cow Talent Hunt 2013[7]
- Premio GLAAD Media 2024 al cómic más destacado: Betsy Braddock: Captain Britain (Marvel Comics): Nominación[8]